# روس هاي
روس هاي (بالإنجليزية: Ross Hay)‏ هو لاعب اتحاد الرغبي نيوزيلندي، ولد في 27 فبراير 1980 في أوامرو ‏ في نيوزيلندا.